# Circolo Unione Palermo
Il Circolo Unione di Palermo è un club per gentiluomini. Esso raggruppa rappresentanti dell'aristocrazia palermitana e personalità del mondo della cultura, delle istituzioni e delle professioni.

## Storia e sedi
Il Circolo è stato fondato nel 1750  come La Conversazione della Nobiltà, nota anche come il "Bigliardo", ed ebbe la sua prima sede al piano terra del Monastero di Santa Caterina al Cassero, oggi corso Vittorio Emanuele.
Nel 1825 la sede del Circolo fu trasferita a palazzo Algarìa in piazza Bologni, appartenente al principe Giuseppe di Villafranca. Qualche anno dopo la sede fu ampliata con l'annessione di altri locali al pianterreno del palazzo sulla via Toledo.
Il club, nel 1860, cambiò il suo nome da Nobile Conversazione in Circolo Unione con riferimento alla raggiunta unità dell'Italia.
Nel 1893 entrò a far parte del Circolo il cavaliere Ignazio Florio D'Ondes la cui moglie donna Franca era dama di corte della Regina.
All'inizio del secolo, nel 1904, il Circolo trasferì la sua sede in Via Principe di Belmonte, nella cui porta d'ingresso figurava la giarrettiera ovale che l'Unione adottò e che, ancora oggi, è il simbolo aggregante del sodalizio.
Nel 1908 fu presidente del Circolo il fratello di Ignazio Florio D'Ondes, il Cavaliere Vincenzo, fondatore della mitica "Targa Florio", la gara automobilistica più antica del mondo. Nel suo primo Consiglio figuravano anche il Marchese di Montallegro Pietro Notarbartolo Pignatelli, il Principe di Raffadali Don Giovanni Tortorici, il Conte di Sampieri Don Guglielmo Moncada Principe di Monforte e di Soria e il Cavaliere Paolo Tasca Bordonaro.
Dopo la fine della seconda guerra mondiale, un gruppo di soci, legati alle tradizioni del Circolo, ne curò la riapertura con un primo Consiglio direttivo composto dal Principe di Comitini, dal Conte Giovanni Lo Bue di Lemos, dal Barone Filippo Merlo di Tagliavia, dall'Avv. Giovanni Peria Boscogrande e dal Cav. Gaetano Zalapì.
Nel novembre 1944, l'Assemblea dei soci deliberò l'ammissione al Circolo della categoria delle Socie frequentatrici, riservata alle nubili e alle vedove dei soci.
Nel 1963 la sede del Circolo Unione fu trasferita nella prestigiosa Villa Trabia alle Terre Rosse, dove rimase fino al 1994, per poi trasferirsi ancora nel Palazzo Lo Bue.
Dal 2017 il Circolo, sotto la presidenza del Barone Benedetto Caffarelli di Guzman, ha stabilito la propria sede nel Palazzo Florio, antica residenza della celebre famiglia palermitana.